# Foul Play (film 1911)
Foul Play è un cortometraggio muto del 1911 diretto da Oscar C. Apfel.

## Trama
Parte prima: Figlio di un ricco commerciante londinese, Arthur Wardlaw lascia Oxford, dove si è laureato, pesantemente indebitato a causa di alcuni debiti di gioco. Per pagarli, falsifica con la firma di suo padre una dichiarazione che accredita una grossa somma di denaro, che lui potrà così riscuotere, a Robert Penfold, il suo tutore. La malversazione viene scoperta e del reato è incolpato Penfold che viene condannato a cinque anni di lavori nelle colonie mentre Arthur, invece, si prepara a sposare Helen, la figlia del generale Rolleston.
Parte seconda: Robert Penfold - che ha cambiato nome - si trova in Australia, dove deve scontare la sua pena. Arthur, che ha coinvolto la ditta Wardlaw & Son in speculazioni avventate, organizza un piano per riscuotere il premio dell'assicurazione facendo affondare una delle sue navi. Gli eventi portano per vie traverse Helen a bordo della nave. Quando questa affonda, la giovane viene salvata da Penfold, che vi si trova libero sulla parola. I due naufraghi raggiungono un'isola deserta.
Parte terza: Quando a Rolleston, il padre di Helen, giunge la notizia che la figlia è rimasta vittima di un naufragio, si mette subito alla ricerca della ragazza. Helen e Penfold, intanto, vivono insieme sull'isola, soli ma felici. Robert studia un piano per chiedere aiuto utilizzando alcune anatre selvatiche alle quali lega un messaggio che fornisce le indicazioni sulla loro ubicazione. Uno dei messaggi riesce ad arrivare nelle mani del generale che corre in loro soccorso. Ora la verità viene ristabilita e Arthur deve assumersi la responsabilità delle proprie infamie, mentre a Robert viene restituito l'onore.

## Produzione
Il film fu prodotto dalla Edison Company.

## Distribuzione
Distribuito dalla General Film Company, il film - un cortometraggio in tre bobine - uscì nelle sale cinematografiche statunitensi il 6 ottobre 1911.